# فلیکا
Felica سیستم هوشمند ارتباط بدون تماس در زیر مجموعه ی (RFID) است که در کارت های پول الکترونیکی استفاده می شود. این سیستم توسط شرکت ژاپنی سونی توسعه داده شده و در زمان نگارش این متن از این فناوری که بخشی از NFC را تشکیل می دهد در کشورهای هنگ کنگ، سنگاپور، ژاپن و ایالات متحده امریکا مورد استفاده قرار می گیرد.